# The Bard

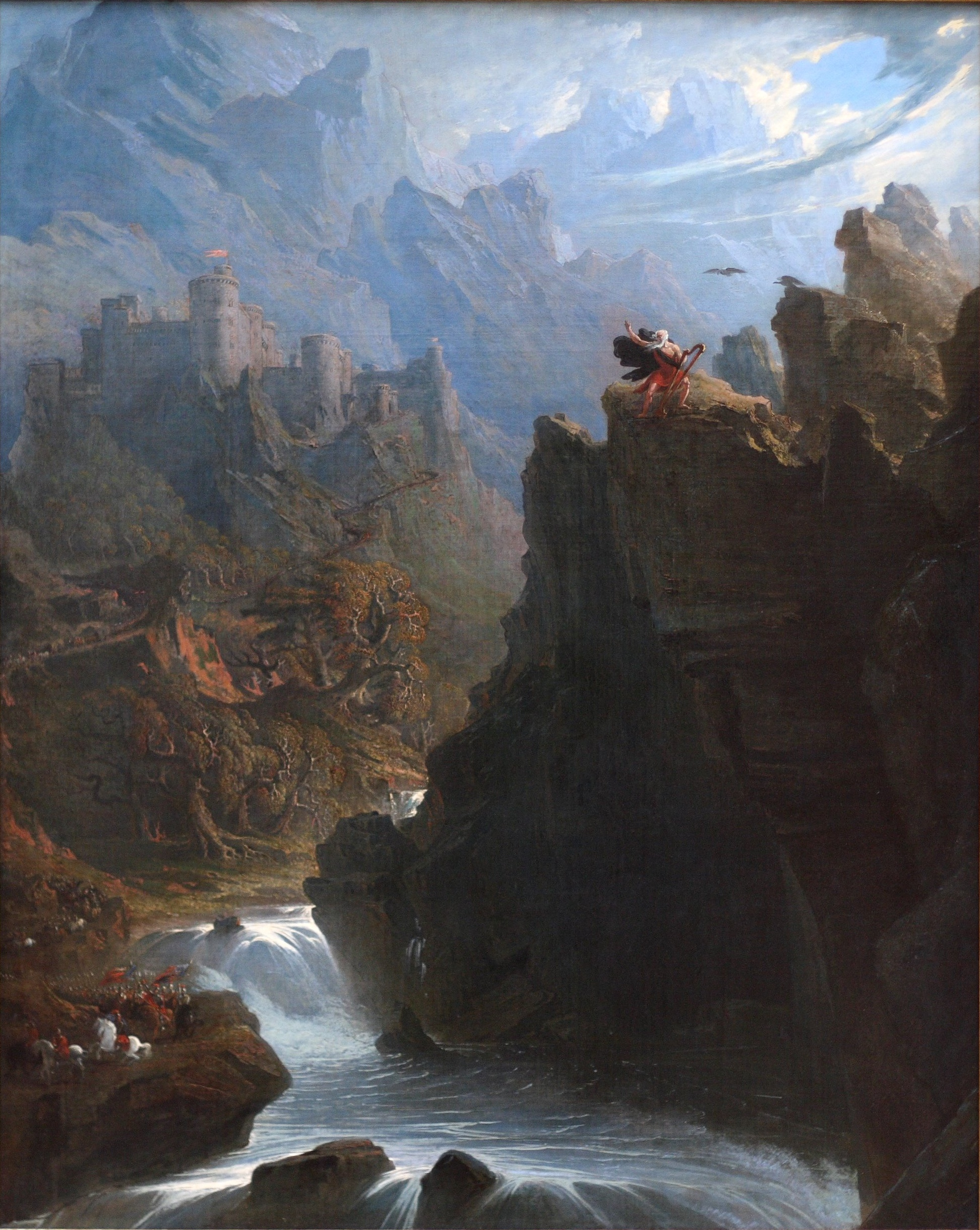
Pintura realizada por John Martin, basada en la obra de Thomas Gray.

The Bard. A Pindaric Ode (El Bardo, una oda pindárica, en español) es una obra literaria en forma de poema del poeta y novelista inglés Thomas Gray (1716-1771). Además de The Bard, que es uno de sus trabajos más destacados, también son ejemplos de odas pindáricas tanto Elegy (Elegía) como The Progress of Poesy (El Progreso de la Poesía).

## La obra
The Bard está inspirada en la tradición galesa que sugiere que Eduardo I había ordenado perseguir y asesinar a todos los bardos,  para cumplir con el fin de extinguir la cultura galesa. A partir de esto, el poema cuenta la fuga del último bardo.